# 줄리 애덤스
줄리 애덤스(Julie Adams, 1926년 10월 17일 ~ 2019년 2월 3일)는 미국의 배우이다.
워털루에서 태어났으며 로스앤젤레스에서 사망하였다.

## 출연 작품
- 대학살의 신 (2011) - 총무 (전화 목소리) 역
- 월드 트레이드 센터 (2006)
- 뒤로 가는 남과 여 (1989년) - 마샤 역
- 5층 (1978년)
- 굿바이, 프랭클린 하이 (1978년)
- 킬러 인사이드 미 (1976년)
- 사이코 킬러 (1975년)
- 형사 맥큐 (1974)
- 마지막 영화 (1971년)
- 프란시스 조인스 더 WACS (1954년)
- 해양 괴물 (1954년) - 케이 로렌스 역
- 윙스 오브 더 호크 (1953년)
- 더 맨 프롬 더 알라모 (1953년)
- 결투 1대 3 (1953년)
- 서부의 지평선 (1952년)
- 분노의 강 (1952)
- 빛나는 승리 (1951년)

### 텔레비전
- 선셋 77번가 (1959-64)
- 샤이안 (1960)
- 페리 메이슨 (1963)
- 제너럴 호스피털 (1969)
- 닥터 웰비 (1969-75)
- 형사 Q (1977-82)
- 제시카의 추리극장 (1987-93)
- 베벌리힐스 아이들 (1993)